# Oritoniscus fouresi
Oritoniscus fouresi là một loài chân đều trong họ Trichoniscidae. Loài này được Vandel miêu tả khoa học năm 1947.